# Малая Лубянка
Ма́лая Лубя́нка — улица в Центральном административном округе города Москвы. Проходит от Фуркасовского переулка до Сретенского переулка. Нумерация домов ведётся от Фуркасовского переулка.

## Описание
Улица Малая Лубянка идёт с юго-запада на северо-восток параллельно Большой Лубянке, но в отличие от неё не имеет продолжения с обеих сторон.

## Происхождение названия
Название XVIII века по находившемуся в этой местности урочищу Лубянка. Название Лубянка впервые упомянуто в летописи в 1480 году, оно дано в честь района Новгорода — Лубяниц, после того как Иван III приказал новгородцам, выселенным в Москву после падения республики, селиться в районе нынешней Лубянской площади.
Ранее улица начиналась от Лубянской площади. Ныне не существующий участок между площадью и современным Фуркасовским переулком назывался Предтеченским переулком по имени расположенной рядом церкви Св. Иоанна Предтечи (снесена в 1931 году). Участок от Фуркасовского до Сретенского переулка (современная Малая Лубянка) назывался по-разному — Новая улица, Кирочный переулок, Малый Лубянский переулок. Наконец, когда в середине XIX века начальный участок Сретенки получил имя Большая Лубянка, параллельная ей улица стала именоваться, по аналогии, Малой Лубянкой.

## История
В квартале к востоку от современной Большой Лубянки исторически проживала большая французская община (имя одного из них, портного Пьера Фуркасье, дало имя Фуркасовскому переулку). В 1789 году община подали прошение о разрешении им строительства католического храма. После получения разрешения от московских властей и его одобрения императрицей Екатериной II был построен небольшой деревянный храм на участке между Малой Лубянкой и Милютинским переулком. На его месте в 1835 году был построен каменный храм св. Людовика Французского по проекту А. О. Жилярди.
После реконструкции в 30-х годах XX века здания НКВД первая часть улицы (бывший Предтеченский переулок) была застроена расширенным зданием. Улица Малая Лубянка приобрела свои современные размеры. Одновременно с этим были снесены старые строения по нечётной стороне улицы, вместо которых были построены большие административные здания, большая часть которых вошла в комплекс зданий госбезопасности.
В 80-х годах XX века была проведена реконструкция пространства на стыке Малой, Большой Лубянки и Сретенского переулка. Там было построено большое административное здание.

## Примечательные здания и сооружения
По нечётной стороне:
- № 7 — Доходное владение Э. Ф. Маттерна — «Московское страховое общество от огня» (1911, арх. Н. Г. Фалеев).[2] Перестроен в 30-х годах, одновременно с соседним домом № 12 по Большой Лубянке. Принадлежал и до сих пор принадлежит КГБ-ФСБ. На первом этаже дома располагалась ведомственная столовая КГБ, о которой в городе ходило много слухов, главным образом, беспочвенных. В 2006 году в помещении бывшей столовой открыт ресторан «Лубянский».
- № 9 — Поликлиника ФСБ РФ (1990, архитектор Ю. С. Африканов)[2].

По чётной стороне:
- № 10 — Городская усадьба А. З. Нелединской — Комплекс зданий французской католической церкви св. Людовика. Главный дом — богадельня во имя св. Дарии /Доротеи/ — административное здание (конtw XVIII в., 1820-е гг., 1980-е гг.)[2]
- № 12А — Римско-католическая церковь святого Людовика — главная архитектурная достопримечательность улицы. Построена в 1833—1835 годах в стиле ампир по проекту архитектора Алекссандро Жилярди для прихода францкоязычных католиков. Здание отделено от улицы небольшим палисадником на примыкающей к церкви территории, окружённой оградой. Полуциркульная апсида храма выходит в Милютинский переулок. Здание отнесено к категории объектов культурного наследия федерального значения.[2]
- № 12, строение 4 — Жилой дом (1885—1886, архитектор А. С. Каминский)[2]
- № 14 — Дом (конец XVIII в.; в основе строения середины XVIII в.)[2]
- № 16 — В XIX веке здесь стоял дом купцов Кирилловых. В 1874 году на его месте воздвигнут доходный дом Е. П. Рогаль-Ивановской — Российского общества страхования капиталов и доходов по проекту архитектора А. Л. Обера. В 1904 году дом был перестроен по проекту архитектора В. В. Шауба[2]. Дом выходит сразу на три улицы: Малую Лубянку, Сретенский и Милютинский переулки. В настоящее время — жилой дом, на первом этаже — рестораны и офисы. С 1922 по 1928 г. в подвале дома находилась оккультная ложа, организованная жильцом дома Чеховским В. К. и Тегером Е. К..
- № 22 — Дом во владении Московского страхового общества (1907, арх. Н. Г. Фалеев)

## Транспорт
Недалеко от начала улицы располагается один из выходов станции метро Лубянка. Общественный транспорт по улице не ходит.